# Kosenko (Rostov)
Kosenko (del ruso: Косенкo) es un jútor del raión de Zernograd del óblast de Rostov de Rusia. Está situado en la confluencia del río Kugo-Yeya y su afluente el río Ternovaya, 36 km al sur de Zernograd y 92 km al sureste de Rostov del Don, la capital del óblast. 
Pertenece al municipio Guliái-Borísovskoye.